# Мустафаев, Магомед Мустафаевич
Магомед Мустафаев (род. 2 августа 1988, Аймаки, Гергебильский район, Дагестанская АССР, СССР) — российский боец смешанных единоборств. Выступал в UFC.

## Статистика в ММА
| Боёв 17  | Побед 14 | Поражений 3 |
| -------- | -------- | ----------- |
| Нокаутом | 10       | 0           |
| Сдачей   | 4        | 2           |
| Другие   | 0        | 1           |

| Результат | Рекорд | Соперник              | Способ                                         | Турнир                                    | Дата             | Раунд | Время | Место                   | Примечание         |
| --------- | ------ | --------------------- | ---------------------------------------------- | ----------------------------------------- | ---------------- | ----- | ----- | ----------------------- | ------------------ |
| Поражение | 14-3   | Брэд Ридделл          | Раздельное решение                             | UFC Fight Night: Фелдер vs. Хукер         | 23 февраля 2020  | 3     | 5:00  | Окленд, Новая Зеландия  |                    |
| Победа    | 14-2   | Рафаэль Физиев        | ТКО (Удар ногой с разворота и добивание)       | UFC Fight Night: Overeem vs. Oleinik      | 20 апреля 2019   | 1     | 1:26  | Санкт-Петербург, Россия | Выступление вечера |
| Поражение | 13-2   | Кевин Ли              | Сабмишном (удушение сзади)                     | UFC Fight Night 99 Mousasi vs. Hall 2     | 16 ноября 2016   | 2     | 4:31  | Белфаст, Великобритания |                    |
| Победа    | 13-1   | Джо Проктор           | Техническим нокаутом (удары коленями и руками) | UFC 194                                   | 12 декабря 2015  | 1     | 1:54  | Лас-Вегас, США          |                    |
| Победа    | 12-1   | Петр Хиллман          | Техническим нокаутом (остановка доктором)      | UFC Fight Night: Jędrzejczyk vs. Penne    | 20 июня 2015     | 2     | 3:24  | Берлин, Германия        |                    |
| Победа    | 11-1   | Абубакар Нурмагомедов | Техническим нокаутом (остановка доктором)      | Sochi Star Club — Sochi Star Tournament 1 | 1 сентября 2014  | 1     | 4:11  | Сочи, Россия            |                    |
| Победа    | 10-1   | Амирхан Абаев         | Нокаутом (бросок)                              | Sochi Star Club — Sochi Star Tournament 1 | 1 сентября 2014  | 1     | 1:38  | Сочи, Россия            |                    |
| Победа    | 9-1    | Андрей Кошкин         | Сабмишном (замок лодыжки)                      | M-1 Challenge 46                          | 14 марта 2014    | 2     | 0:39  | Санкт-Петербург, Россия |                    |
| Победа    | 8-1    | Лом-Али Нальгиев      | Сабмишном (удушение)                           | Legion Fight 18                           | 26 декабря 2013  | 2     | 2:45  | Сочи, Россия            |                    |
| Победа    | 7-1    | Гусейн Омаров         | Техническим нокаутом (остановка доктором)      | Legion Fight 17                           | 28 ноября 2013   | 2     | 1:39  | Владикавказ, Россия     |                    |
| Победа    | 6-1    | Ислам Бегидов         | Техническим нокаутом (удары)                   | Legion Fight 15                           | 15 сентября 2013 | 1     | 1:55  | Сочи, Россия            |                    |
| Победа    | 5-1    | Артем Егоров          | Сабмишном (рычаг локтя)                        | Legion Fight 15                           | 15 сентября 2013 | 1     | 1:55  | Сочи, Россия            |                    |
| Победа    | 4-1    | Вадим Огар            | Сабмишном (удушение треугольником)             | Legion Fight 12                           | 16 января 2015   | 1     | 1:15  | Сочи, Россия            |                    |
| Победа    | 3-1    | Дмитрий Коробейников  | Техническим нокаутом (удары)                   | Legion Fight 12                           | 16 января 2015   | 1     | 2:40  | Сочи, Россия            |                    |
| Победа    | 2-1    | Шахил Оскаров         | Техническим нокаутом (остановка углом)         | Legion Fight 10                           | 10 марта 2012    | 2     | 2:20  | Сочи, Россия            |                    |
| Поражение | 1-1    | Арсен Убайдуллаев     | Сабмишном (удушение сзади)                     | Legion Fight 9                            | 8 июля 2011      | 2     | 3:20  | Сочи, Россия            |                    |
| Победа    | 1-0    | Mарат Меджидов        | Техническим нокаутом (удары)                   | Legion Fight 7                            | 29 апреля 2011   | 1     | 4:55  | Сочи, Россия            |                    |